# 斯坦利·卡庫博
斯坦利·卡松戈·卡庫博（英語：Stanley Kasongo Kakubo，1980年5月24日—）是一名尚比亞政治人物。他於2016年起擔任卡皮里姆波希國民議會議員，並於2021年9月至2023年12月期間擔任外交部長。

## 生平
卡庫博出生於利文斯敦，青年時期在卡皮里姆波希度過。他的父親在尚比亞鐵路公司工作。他曾就讀於尚比亞大學自然科學學院，後來前往英國學習特許會計師。回到尚比亞後，他加入尚比亞國家商業銀行，擔任財務和商業銀行部經理。
在2016年大選中，卡庫博被選為國家發展統一黨卡皮里姆波希的候選人，該席位由愛國陣線佔據。隨後，他以1,590票的多數票當選為國民議會議員。成為議員後，他加入了議會預算委員會。
2021年2月，卡庫博被任命為國家發展統一黨全國管理委員會成員。在2021年大選中，他以4,000票的多數票再次當選。隨著國家發展統一黨領袖哈凱恩德·希奇萊馬贏得總統選舉，卡庫博於9月7日被任命為外交部長。
2022年4月，卡庫博被發現帶著一個包包離開一家中國工廠，隨後被解釋為日曆，捲入一場爭議。第二年，在社群媒體上傳出卡庫博獲得20萬美元報酬和賓士豪車的消息後，他辭去了外務大臣一職。